# Römisch-katholische Kirche in Angola

Übersichtskarte Angolas

Die Römisch-Katholische Kirche in Angola ist Teil der weltweiten römisch-katholischen Kirche.

## Geschichte der katholischen Kirche in Angola
Die päpstliche Bulle „Romanus Pontifax“ gibt 1456 Portugal das Recht, „alle Inseln südlich von Cap Bojador bis nach Indien zu erobern und die einheimische Bevölkerung zu unterwerfen“. Nach der Besetzung von Sao Tomé breiten sich die Portugiesen 1470 nach Angola aus und  kolonialisieren Angola schließlich 1575. Ein Jahr später wird von Kapitän Paulo Dias de Novais die Stadt São Paulo de Loanda und die Festung Massangano gegründet.
Das erste Bistum „Angola e Congo“ wurde 1596 gegründet; erster Bischof war der portugiesische Franziskaner Miguel Rangel OFM. 1620 wurde der Bischofssitz von San Salvador nach Luanda verlegt und zum Bischofssitz für den Kongo und Angola ernannt. Die Königin Nzinga von Matamba lässt sich 1622 taufen, fällt aber wieder vom Christentum ab und bekehrt sich ein zweites Mal 1656 dazu. Die Jesuiten geben 1624 einen Katechismus in Kikongo und einen in Mbundu heraus. Die Holländer besetzen Luanda von 1641 bis 1647 und zerstören alle Missionierungserfolge bis zur Rückeroberung durch die Portugiesen. 1660 wurde die Kirche im Königreich Matamba errichtet. 
Mit dem Verbot des Sklavenhandel im Jahre 1834 erfolgt auch ein Verbot aller Ordensgemeinschaften in Luanda. Livingstone kommt 1854 nach Luanda und findet die Kirche benutzt als Werkstatt vor. 1940 wurde aus dem Bistum „Angola e Congo“ das Erzbistum Luanda; 1955 erfolgte die Gründung des Bistums Sá da Bandeira und von 1957 bis 1990 eine neue Diözesanstruktur mit neuen Bistümern. 
Nach der Unabhängigkeit von Portugal im Jahre 1975 wurden alle Seminargebäude und andere Bildungseinrichtungen der Diözesen und Orden verstaatlicht. 1980 wurde ein staatliches Dekret zur Registrierung und Überwachung aller Kirchen erteilt. 1992 bekommt die römisch-katholische Kirche die staatlich Erlaubnis zur Errichtung einer katholischen Universität, die 1999 als Katholische Universität von Angola den Lehrbetrieb aufnahm.
Papst Johannes Paul II. besuchte Angola 1993, Papst Benedikt XVI. war im März 2009 in Kamerun und Angola.

## Kirche
In Angola sind circa 60 % der Gesamtbevölkerung Angehörige der katholischen Kirche, mithin 9,3 Millionen Katholiken. Es gibt 18 Diözesen und Erzdiözesen, die in der Bischofskonferenz von Angola und São Tomé Confêrencia Episcopal de Angola e São Tomé (CEAST) zusammengeschlossen sind. Vorsitzender der CEAST ist der Erzbischof von Lubango Gabriel Mbilingi.
Vertreter des Heiligen Stuhls in Angola im Rang eines Apostolischen Nuntius ist seit Juli 2024 Erzbischof Kryspin Dubiel. Der Amtsbereich des Nuntius umfasst neben Angola auch den Inselstaat São Tomé und Príncipe.
Liturgiesprache ist Portugiesisch.

## Bistümer
- Erzbistum Huambo
  - Bistum Benguela
  - Bistum Kwito-Bié
- Erzbistum Luanda
  - Bistum Cabinda
  - Bistum Caxito
  - Bistum Mbanza Congo
  - Bistum Sumbe
  - Bistum Viana
- Erzbistum Lubango
  - Bistum Menongue
  - Bistum Namibe
  - Bistum Ondjiva
- Erzbistum Malanje
  - Bistum Uije
  - Bistum Ndalatando
- Erzbistum Saurimo
  - Bistum Dundo
  - Bistum Lwena